# 遠藤直人
遠藤 直人（えんどう なおと、1969年4月20日 - ）は、元歌手、俳優、タレント。愛称：えんちゃん。男性アイドルグループ・忍者の元メンバー。
東京都足立区出身。東京都立青井高等学校から東京都立日比谷高等学校定時制に編入学するも中退。

## ジャニーズ時代の参加ユニット
- 東京男組
- 男闘呼組
- 少年忍者
- 少年御三家
- 忍者
- 四銃士

## 人物・来歴
- 1980年代前半、ジャニーズ事務所入所。
- 男闘呼組の結成メンバーになるが、「やはりダンスがしたい」とジャニー喜多川社長に頼んで脱退。
- 忍者のメンバーとして、1990年8月に『お祭り忍者』でCDデビュー。

## 主な出演番組

### テレビドラマ
連続ドラマ
- ゴメンドーかけます （1989年、フジテレビ系） - 新納昭介 役
- 明日に向かって走れ! （1990年、フジテレビ系・大映テレビ） - 海津謙介 役
- ネオドラマ「ピアスの女」（1993年7月26日 - 29日　テレビ朝日系）
- ドラマ30「これで家族」（1997年 - 1998年、CBC制作・TBS系） - 鈴村夏彦 役

単発ドラマ
- 母ちゃん頑張れパートII （日本テレビ系）
- 殺人記念写真 （1987年4月21日　日本テレビ系）
- ダンナ様は18歳 （1990年8月4日、TBS系）
- エトロフ遥かなり（1993年、NHK） - 宣造 役
- 月曜ドラマスペシャル「森村誠一サスペンス 暗黒凶像」（1998年8月24日、TBS系）

### バラエティ番組
- 欽ちゃんのどこまでやるの!? （1985年4月、テレビ朝日系）「男闘呼組」時代の出演。

### 映画
- あいつとララバイ （1983年） - 生徒 役
- 少年武道館 （1988年）
- トイ・ソルジャー （日本語吹き替え版ビデオにて声優出演）
- 天使のウィンク 日光猿軍団

### Vシネマ
- バトル・チャレンジャー/激走
- どチンピラ〜魅惑のコギャル天国

### ラジオ
- 少年忍者のMidnight War （文化放送）
- 忍者、ナン者、モン者!! （ABCラジオ）
- 忍者の今夜もお祭り （文化放送）
- 忍者のハート・ロック 三十分一本勝負 （文化放送）

### 舞台・ミュージカル
- ザ・サスケ （1985年）
- 「少年隊ミュージカルPLAYZONE」シリーズ （通称・プレゾン、PZ）

1. PLAYZONE　"MYSTERY" （1986年）
2. PLAYZON'87　TIME-19 （1987年）
3. PLAYZONE'88　カプリッチョ ―天使と悪魔の狂想曲― （1988年）
4. PLAYZONE'89　Again （1989年）
5. PLAYZONE'90　MASK （1990年）
6. PLAYZONE'95　KING&JOKER （1995年）

- ABCミュージカル『阿国』 - 一蔵 役
- 砂の上のサンバ - パコ 役
- スサノオ―古事記・生命と炎のロマン― - 荒魂・須佐之男命〔あらみたまスサノオノミコト〕 役
- 魔女の宅急便 - トンボ 役
- 浪花恋ごよみ
- 波の鼓 - 角蔵 役
- ONE STEP TO MUSICAL

### CM
- 明治製菓 「アーモンドゴールド」 （「東京」時代と「男闘呼組」時代にそれぞれ出演）
- 日清シスコ 「シスコーン・Cupフレーク」 （ソロで出演）